# 刘磐
刘磐（2世纪—3世纪），东汉末年人物，荆州牧刘表从子，为人骁勇，数次进攻扬州，与孙策帐下建昌都尉太史慈交战，但受挫，从此不复为寇。后来孙权也因太史慈能制住刘磐而将南方之事委之。后来刘表平定长沙郡，刘磐与中郎将黄忠一同守攸县。刘备接手荆州后，黄忠加入刘备军，史书没有记载刘磐的下落。
洪州分宁县西一百九十里有幕浮山，一名募阜山，即因太史慈在此置营幕拒战刘磐而得名。建昌县东四里有镇边营，即东汉建安八年（203年）太史慈为拒刘磐所筑。
在罗贯中的历史小说《三国演义》中，在赤壁之战后，因黄忠推荐，刘磐也加入了刘备军，成为长沙的守将。